# Kitin

Cấu trúc của phân tử kitin, cho thấy hai trong số các đơn vị N -acetylglucosamine lặp lại để tạo thành chuỗi dài trong liên kết β- (1 → 4).

Phép chiếu Haworth của phân tử kitin.

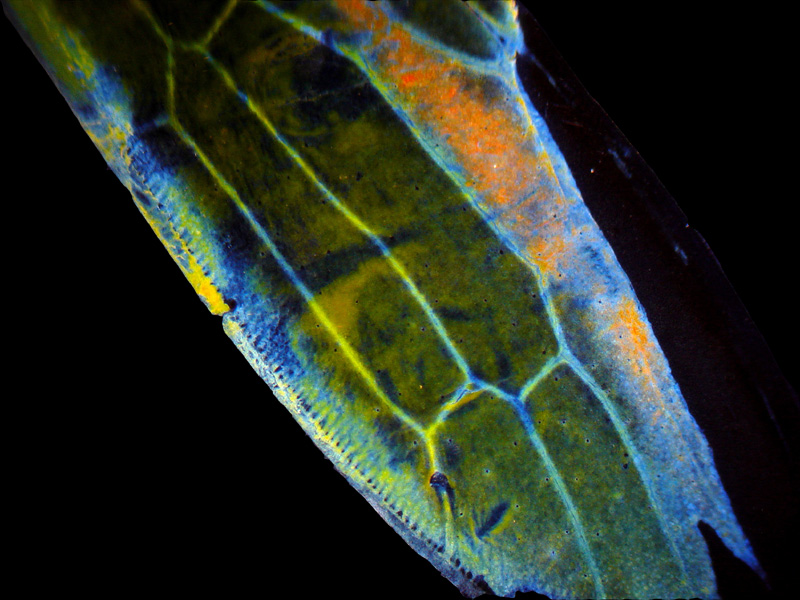
cận cảnh bộ cánh của rầy nâu; cánh được cấu tạo từ kitin.

Kitin hay chitin (C8H13O5N)n  là một polymer chuỗi dài của một N-Acetylglucosamine, một dẫn xuất của glucose, và được tìm thấy ở nhiều nơi trên khắp giới tự nhiên. Nó là một thành phần đặc trưng của các thành tế bào của nấm, các khung xương của động vật chân đốt như động vật giáp xác (ví dụ cua, tôm hùm và tôm) và côn trùng, các dải răng kitin của động vật thân mềm, và các mỏ và vỏ bên trong của động vật thân mềm, bao gồm cả mực và bạch tuộc và trên vảy và các mô mềm khác của cá và lissamphibia. Cấu trúc của kitin là có thể so sánh được với cellulose polisaccarit. Xét về chức năng, nó có thể được so sánh với protein keratin.
Kitin cũng đã được chứng minh hữu ích cho nhiều mục đích y tế và công nghiệp. Trong vảy cánh bướm, kitin thường được tổ chức thành các ngăn xếp các lớp nano-lớp hoặc gậy nano bằng tinh thể nano kitin tạo ra màu sắc óng ánh khác nhau bởi sự giao thoa màng mỏng, cấu trúc tương tự tương tự được làm từ chất sừng được tìm thấy trong các bộ lông chim có màu sắc óng ánh.

## Từ nguyên
Từ tiếng Anh "chitin" bắt nguồn từ tiếng Pháp chitine, được bắt nguồn từ năm 1821 từ tiếng Hy Lạp χιτών (khitōn) có nghĩa là bao phủ.

## Tính chất hóa học, tính chất vật lý và chức năng sinh học

Cấu hình hóa học của các monosaccharide khác nhau (glucose và N-acetylglucosamine) và polysaccharide (chitin và cellulose) được trình bày trong phép chiếu Haworth

Cấu trúc của kitin được xác định bởi Albert Hofmann vào năm 1929. Hofmann thủy phân kitin bằng cách sử dụng chế phẩm thô của enzyme chitinase, mà ông thu được từ ốc sên Helix pomatia.
Kitin là một polysaccharide biến đổi có chứa nitơ; nó được tổng hợp từ các đơn vị N -acetyl- D -glucosamine (chính xác là 2- (acetylamino) -2-deoxy- D -glucose). Các đơn vị này tạo thành liên kết cộng hóa trị β- (1 → 4) (giống như liên kết giữa các đơn vị glucose tạo thành cellulose). Do đó, chitin có thể được mô tả là cellulose với một nhóm hydroxyl trên mỗi monome được thay thế bằng một nhóm acetyl amin. Điều này cho phép tăng liên kết hydro giữa các polyme liền kề, làm tăng độ bền của ma trận chitin-polyme.

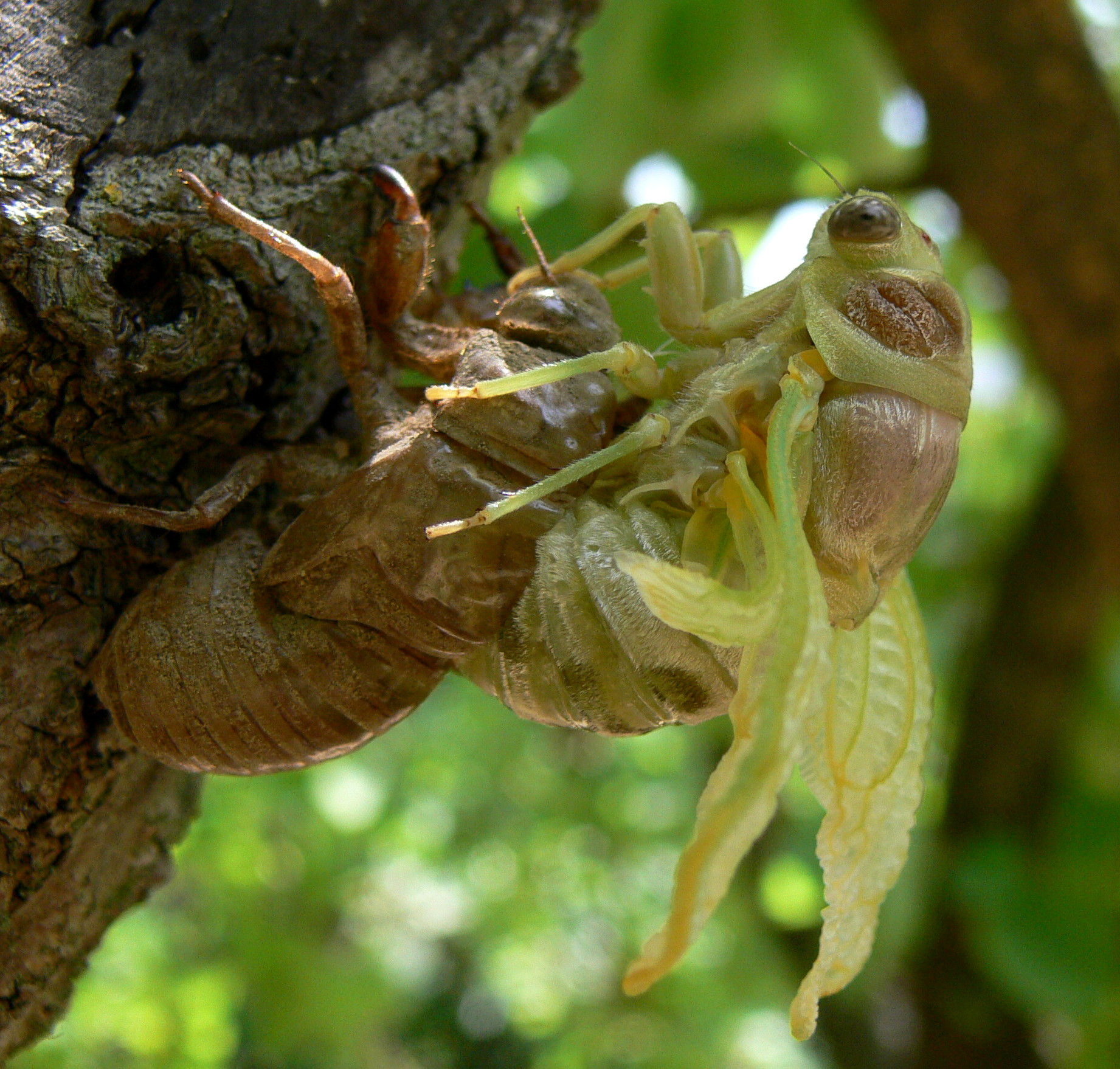
Một con ve xuất hiện từ bộ xương ngoài của ấu trùng làm từ kitin của nó.

Ở dạng nguyên chất, không biến tính, kitin trong mờ, dẻo, đàn hồi và khá dai. Tuy nhiên, ở hầu hết các động vật chân đốt, nó thường bị biến đổi, phần lớn xuất hiện dưới dạng thành phần của vật liệu composite, chẳng hạn như trong sclerotin, một chất nền protein rám nắng, tạo thành phần lớn bộ xương ngoài của côn trùng. Kết hợp với calci cacbonat, như trong vỏ của động vật giáp xác và động vật thân mềm, kitin tạo ra một hỗn hợp mạnh hơn nhiều. Vật liệu composite này cứng và cứng hơn nhiều so với kitin nguyên chất, đồng thời cứng hơn và ít giòn hơn calci cacbonat nguyên chất. Có thể thấy sự khác biệt khác giữa dạng tinh khiết và dạng hỗn hợp bằng cách so sánh thành cơ thể mềm dẻo của sâu bướm (chủ yếu là kitin) với thành elytron cứng, nhẹ của bọ cánh cứng (chứa một tỷ lệ lớn sclerotin).
Trong vảy cánh bướm, kitin được tổ chức thành các dãy con quay cấu tạo từ các tinh thể quang tử kitin tạo ra các màu sắc óng ánh khác nhau phục vụ cho việc truyền tín hiệu và giao tiếp kiểu hình để giao phối và kiếm ăn. Cấu tạo con quay hồi chuyển kitin phức tạp trong cánh bướm tạo ra một mô hình thiết bị quang học có tiềm năng cho những đổi mới trong kỹ thuật sinh học. Bọ hung thuộc chi Cyphochilus cũng sử dụng kitin để tạo thành các vảy cực mỏng (dày từ 5 đến 15 micromet) phản xạ khuếch tán ánh sáng trắng. Những quy mô này là mạng lưới các sợi kitin được sắp xếp ngẫu nhiên với đường kính trên quy mô hàng trăm nanomet, dùng để phân tán ánh sáng. Sự tán xạ nhiều ánh sáng được cho là có vai trò trong việc tạo ra độ trắng bất thường của vảy. Ngoài ra, một số loài ong bắp cày xã hội, chẳng hạn như Protopolybia chartergoides, tiết ra vật chất bằng miệng có chứa chủ yếu là kitin để củng cố lớp bao bên ngoài của tổ, bao gồm giấy.
Chitosan được sản xuất thương mại bằng cách khử kitin; chitosan hòa tan trong nước, còn kitin thì không.
Sợi nano đã được tạo ra bằng cách sử dụng kitin và chitosan.

## Ảnh hưởng sức khỏe
Các sinh vật sản xuất kitin như động vật nguyên sinh, nấm, động vật chân đốt và tuyến trùng thường là mầm bệnh ở các loài khác.

### Con người và động vật có vú khác
Con người và các loài động vật có vú khác có chitinase và các protein giống chitinase có thể phân hủy chitin; chúng cũng sở hữu một số thụ thể miễn dịch có thể nhận ra kitin và các sản phẩm thoái hóa của nó trong một mô hình phân tử liên quan đến mầm bệnh, bắt đầu phản ứng miễn dịch.
Kitin được cảm nhận chủ yếu ở phổi hoặc đường tiêu hóa, nơi nó có thể kích hoạt hệ thống miễn dịch bẩm sinh thông qua bạch cầu ái toan hoặc đại thực bào, cũng như phản ứng miễn dịch thích ứng thông qua các tế bào T trợ giúp. Tế bào sừng trên da cũng có thể phản ứng với kitin hoặc các mảnh kitin. Theo các nghiên cứu trong ống nghiệm, kitin được cảm nhận bởi các thụ thể, chẳng hạn như FIBCD1, KLRB1, REG3G, Toll-like receptor 2, CLEC7A, và các thụ thể mannose.
Đáp ứng miễn dịch đôi khi có thể làm sạch kitin và các tổ chức liên quan của nó, nhưng đôi khi đáp ứng miễn dịch là bệnh lý và trở thành dị ứng; Dị ứng với mạt bụi nhà được cho là do phản ứng với kitin.

### Thực vật
Thực vật cũng có các thụ thể có thể gây ra phản ứng với kitin, cụ thể là thụ thể kinase 1 chitin elicitor và protein liên kết chitin elicitor. Thụ thể kitin đầu tiên được nhân bản vào năm 2006. Khi các thụ thể được kitin kích hoạt, các gen liên quan đến khả năng bảo vệ của thực vật được biểu hiện, và kích thích tố jasmonate được kích hoạt, do đó kích hoạt hệ thống phòng thủ. Tính đến  năm 2016, nấm Commensal có các cách để tương tác với phản ứng miễn dịch của vật chủ mà không được hiểu rõ.
Một số tác nhân gây bệnh tạo ra các protein liên kết với kitin ẩn đi chất kitin mà chúng tiết ra từ các thụ thể này. Zymoseptoria tritici là một ví dụ về nấm bệnh có các protein ngăn chặn như vậy; nó là một loài gây hại chính trên cây lúa mì.

## Hồ sơ hóa thạch
Kitin có lẽ đã có mặt trong bộ xương ngoài của động vật chân đốt kỷ Cambri như cá ba gai. Kitin lâu đời nhất được bảo tồn có niên đại Oligocen, khoảng 25 triệu năm trước, bao gồm một con bọ cạp được bọc trong hổ phách.

## Sử dụng

### Nông nghiệp
Kitin là một chất cảm ứng tốt các cơ chế bảo vệ thực vật để kiểm soát bệnh tật. Nó có tiềm năng được sử dụng như một loại phân bón hoặc chất điều hòa đất để cải thiện độ phì nhiêu và khả năng phục hồi của cây trồng có thể nâng cao năng suất cây trồng.

### Công nghiệp
Kitin được sử dụng trong công nghiệp trong nhiều quy trình. Ví dụ về các ứng dụng tiềm năng của kitin đã được biến đổi về mặt hóa học trong chế biến thực phẩm bao gồm việc hình thành màng ăn được và như một chất phụ gia để làm dày và ổn định thực phẩm và nhũ tương thực phẩm. Quy trình định cỡ và tăng cường độ bền giấy sử dụng kitin và chitosan.

## Nghiên cứu
Cách thức kitin tương tác với hệ thống miễn dịch của thực vật và động vật là một lĩnh vực nghiên cứu tích cực, bao gồm việc xác định các thụ thể quan trọng mà kitin tương tác với nó, liệu kích thước của các hạt kitin có liên quan đến loại phản ứng miễn dịch được kích hoạt hay không và các cơ chế. hệ thống miễn dịch đáp ứng. Kitin và chitosan đã được khám phá như một chất bổ trợ cho vắc xin do khả năng kích thích phản ứng miễn dịch của nó.
Chitin và chitosan đang được phát triển như một giá đỡ trong các nghiên cứu về cách mô phát triển và cách vết thương lành lại, đồng thời nỗ lực phát minh ra loại băng tốt hơn, chỉ phẫu thuật và vật liệu để cấy ghép. Chỉ khâu làm bằng kitin đã được khám phá trong nhiều năm, nhưng Tính đến  năm 2015, không có sản phẩm nào trên thị trường; sự thiếu độ đàn hồi của chúng và các vấn đề tạo chỉ đã ngăn cản sự phát triển tính thương mại của nó.
Vào năm 2014, một phương pháp sử dụng chitosan như một dạng nhựa phân hủy sinh học có thể tái tạo được đã được giới thiệu. Sợi nano chitin được chiết xuất từ chất thải của giáp xác và nấm để có thể phát triển các sản phẩm trong kỹ thuật mô, y học và công nghiệp.
Năm 2020, kitin được đề xuất sử dụng trong xây dựng cấu trúc, công cụ và các vật thể rắn khác từ vật liệu tổng hợp của kitin kết hợp với regolith trên sao Hỏa. Trong trường hợp này, các chất tạo màng sinh học trong kitin đóng vai trò là chất kết dính cho cốt liệu regolith để tạo thành một vật liệu composite giống như bê tông. Các tác giả tin rằng nguyên liệu phế thải từ sản xuất thực phẩm (ví dụ như vảy cá, bộ xương ngoài của động vật giáp xác và côn trùng, v.v.) có thể được sử dụng làm nguyên liệu cho quá trình sản xuất.